# Jason Smyth
Jason Smyth (ur. 4 lipca 1987 w Londonderry) – irlandzki niepełnosprawny lekkoatleta, sprinter.

## Życiorys
Irlandczyk cierpi na chorobę Stargardta – genetyczne schorzenie oczu, często prowadzące do całkowitej ślepoty. Sam Smyth ocenia jakość swojego wzroku na 10 procent w stosunku do zdrowych osób. Pomimo choroby w 2004 rozpoczął karierę lekkoatletyczną. Rok później wywalczył brązowy medal mistrzostw Irlandii w biegu na 100 metrów. 
W 2008 reprezentował Irlandię w II lidze Pucharu Europy zajmując 2. miejsce w sztafecie 4 × 100 metrów. We wrześniu tego samego roku wystąpił na igrzyskach paraolimpijskich w Pekinie, zdobywając (w kategorii osób z podobną niepełnosprawnością jak on) złote medale w biegach na 100 i 200 metrów. W 2009 wywalczył pierwszy w swojej karierze złoty medal mistrzostw Irlandii, był także członkiem irlandzkiej sztafety 4 × 100 metrów, która zajęła 3. miejsce podczas II ligi drużynowych mistrzostw Europy. Rok później na zawodach I ligi drużynowych mistrzostw starego kontynentu wygrał bieg na 100 metrów, wyprzedzając o 0,01 sekundy drugiego na mecie Francisa Obikwelu – rekordzistę i dwukrotnego mistrza Europy na tym dystansie.
Dzięki kontaktom swojego trenera Smyth miał okazję trenować z wielokrotnym mistrzem świata w konkurencjach sprinterskich – Amerykaninem Tysonem Gayem. Celem irlandzkiego sprintera był występ na igrzyskach olimpijskich w Londynie w 2012 roku.

## Osiągnięcia
| Rok  | Impreza                               | Miejsce          | Konkurencja        | Lokata            | Wynik  |
| ---- | ------------------------------------- | ---------------- | ------------------ | ----------------- | ------ |
| 2006 | Mistrzostwa świata juniorów           | Pekin            | bieg na 100 m      | el. – 52. miejsce | 10,85  |
| 2008 | Puchar Europy                         | Tallinn          | sztafeta 4 × 100 m | 2. miejsce        | 40,90  |
| 2008 | Igrzyska paraolimpijskie              | Pekin            | bieg na 100 m      | 1. miejsce        | 10,62  |
| 2008 | Igrzyska paraolimpijskie              | Pekin            | bieg na 200 m      | 1. miejsce        | 21,43  |
| 2009 | II liga Drużynowych mistrzostw Europy | Bańska Bystrzyca | sztafeta 4 × 100 m | 3. miejsce        | 40,33  |
| 2009 | II liga Drużynowych mistrzostw Europy | Bańska Bystrzyca | bieg na 100 m      | 5. miejsce        | 10,51  |
| 2009 | Młodzieżowe mistrzostwa Europy        | Kowno            | bieg na 100m       | el. – 9. miejsce  | 10,60  |
| 2010 | I liga Drużynowych mistrzostw Europy  | Budapeszt        | sztafeta 4 × 100 m | 5. miejsce        | 40,09  |
| 2010 | I liga Drużynowych mistrzostw Europy  | Budapeszt        | bieg na 100 m      | 1. miejsce        | 10,27w |
| 2010 | Mistrzostwa Europy                    | Barcelona        | bieg na 100 m      | pf. – 14. miejsce | 10,46  |
| 2011 | I liga Drużynowych mistrzostw Europy  | Izmir            | bieg na 100 m      | 4. miejsce        | 10,44  |
| 2011 | I liga Drużynowych mistrzostw Europy  | Izmir            | sztafeta 4 × 100 m | 3. miejsce        | 39,61  |
| 2011 | Mistrzostwa świata                    | Taegu            | bieg na 100 m      | el. – 36. miejsce | 10,57  |
| 2012 | Mistrzostwa Europy                    | Helsinki         | bieg na 100 m      | pf. – 20. miejsce | 10,52  |
| 2012 | Igrzyska paraolimpijskie              | Londyn           | bieg na 100 m      | 1. miejsce        | 10,46  |
| 2012 | Igrzyska paraolimpijskie              | Londyn           | bieg na 200 m      | 1. miejsce        | 21,05  |
| 2013 | I liga drużynowych mistrzostw Europy  | Dublin           | bieg na 100 m      | 3. miejsce        | 10,78  |

## Rekordy życiowe
- bieg na 100 metrów – 10,22 (2011)[13] / 10,17w (2012)
- bieg na 200 metrów – 20,94 (2011)